# Operatie Astrakan
Operatie Astrakan was een commando-aanval op Houlgate, Normandië tijdens de Tweede Wereldoorlog. In de nacht van 12 op 13 november 1941 werd de aanval uitgevoerd door No. 101 (Folbot) Troop, No. 6 Commando.
Over het succes van de aanval is niets bekend.